# Echinostomida
Ordre
Les Echinostomida sont un ordre de vers plats. Selon certains auteurs, il serait non valide et à remplacer par l'ordre des Plagiorchiida.

## Liste des sous-ordres
Selon ITIS (9 mai 2010) :
- Cyclocoelata
- Echinostomata
- Paramphistomata